# Jesse Puljujärvi
Jesse Puljujärvi (* 7. května 1998, Älvkarleby, Švédsko) je finský hokejový útočník působící v týmu Pittsburgh Penguins ve severoamerické NHL. S finským reprezentačním výběrem zvítězil v roce 2016 na MSJ v Helsinkách a na MS do 18 let v Grand Forks. Dne 24. června 2016 byl draftován již v prvním kole draftu 2016 jako 4. celkově týmem Edmonton Oilers.

## Hráčská kariéra
Puljujärvi debutoval ve finské nejvyšší soutěži za tým Kärpät Oulu během sezóny 2014/15. V tomto týmu odehrál i většinu své juniorské kariéry. Během této sezóny zaznamenal v 21 zápase 11 bodů, když vstřelil 4 branky a na dalších 7 přihrál. V příští sezóně už si napevno zajistil místo v týmu a v 50 utkáních nastřádal 28 bodů (13 gólů a 15 asistencí). V play-off přidal v desíti zápasech devět bodů.

## Reprezentační kariéra
Jeho první velkou akcí na mezinárodní scéně bylo MSJ v Kanadě v roce 2015, na němž s týmem skončil na 7. místě a v 5 utkáních nezaznamenal ani bod. S reprezentací do 18 let vybojoval na šampionátu osmnáctiletých hokejistů ve Švýcarsku v roce 2015 stříbrné medaile, ke kterým přispěl 7 body v 7 zápasech. Na na domácím šampionátu juniorů v Helsinkách v roce 2016 dobyl s finskou reprezentací do 20 let titul mistrů světa. Se 17 body (5 branek a 12 asistencí) ovládl kanadské bodování turnaje, i díky čemuž byl vyhlášen nejužitečnějším hráčem šampionátu, byl vybrán jako nejlepší útočník MSJ a byl také jmenován do All star týmu turnaje. Po vyřazení Karpatu z play-off finské ligy se v průběhu MS do 18 let v americkém Grand Forks v roce 2016 připojil k finskému výběru, se kterým dokázal vylepšit umístění z předchozího roku, když celý turnaj ovládli. K vítězství ve finálovém utkání nad Švédskem poměrem 6:1 přispěl hattrickem a vedením šampionátu byl jmenován do All star týmu turnaje.

## Statistiky

### Klubové statistiky
| Sezona           | Klub                | Soutěž           | Základní část | Základní část | Základní část | Základní část | Základní část | Play off | Play off | Play off | Play off | Play off |
| Sezona           | Klub                | Soutěž           | Z             | G             | A             | B             | TM            | Z        | G        | A        | B        | TM       |
| ---------------- | ------------------- | ---------------- | ------------- | ------------- | ------------- | ------------- | ------------- | -------- | -------- | -------- | -------- | -------- |
| 2013/14          | Kärpät Jr.          | Fin-Jr.          | 18            | 12            | 11            | 23            | 4             | 12       | 7        | 0        | 7        | 2        |
| 2014/15          | Kärpät Jr.          | Fin-Jr.          | 11            | 12            | 6             | 18            | 10            | 5        | 2        | 1        | 3        | 4        |
| 2014/15          | Hokki               | Mestis           | 15            | 8             | 5             | 13            | 8             | 3        | 0        | 1        | 1        | 0        |
| 2014/15          | Kärpät Oulu         | SM-liiga         | 21            | 4             | 7             | 11            | 10            | —        | —        | —        | —        | —        |
| 2015/16          | Kärpät Oulu         | SM-liiga         | 50            | 13            | 15            | 28            | 22            | 10       | 4        | 5        | 9        | 2        |
| 2016/17          | Edmonton Oilers     | NHL              | 28            | 1             | 7             | 8             | 10            | —        | —        | —        | —        | —        |
| 2016/17          | Bakersfield Condors | AHL              | 39            | 12            | 16            | 28            | 10            | —        | —        | —        | —        | —        |
| 2017/18          | Edmonton Oilers     | NHL              | 65            | 12            | 8             | 20            | 14            | —        | —        | —        | —        | —        |
| 2017/18          | Bakersfield Condors | AHL              | 10            | 1             | 4             | 5             | 4             | —        | —        | —        | —        | —        |
| 2018/19          | Edmonton Oilers     | NHL              | 46            | 4             | 5             | 9             | 16            | —        | —        | —        | —        | —        |
| 2018/19          | Bakersfield Condors | AHL              | 4             | 2             | 2             | 4             | 7             | —        | —        | —        | —        | —        |
| 2019/20          | Kärpät Oulu         | Liiga            | 56            | 24            | 29            | 53            | 52            | —        | —        | —        | —        | —        |
| 2020/21          | Kärpät Oulu         | Liiga            | 16            | 7             | 5             | 12            | 43            | —        | —        | —        | —        | —        |
| 2020/21          | Edmonton Oilers     | NHL              | 55            | 15            | 10            | 25            | 16            | 4        | 1        | 1        | 2        | 0        |
| 2021/22          | Edmonton Oilers     | NHL              | 65            | 14            | 22            | 36            | 20            | 16       | 2        | 1        | 3        | 2        |
| 2022/23          | Edmonton Oilers     | NHL              |               |               |               |               |               |          |          |          |          |          |
| SM-liiga celkově | SM-liiga celkově    | SM-liiga celkově | 71            | 17            | 22            | 39            | 32            | 10       | 4        | 5        | 9        | 2        |

### Reprezentační statistiky
| 2015            | Finsko 20       | MSJ             | 5  | 0  | 0  | 0  | 0 | 7. místo         |
| 2015            | Finsko 18       | MS18            | 7  | 2  | 5  | 7  | 4 | Stříbrná medaile |
| 2016            | Finsko 20       | MSJ             | 7  | 5  | 12 | 17 | 0 | Zlatá medaile    |
| 2016            | Finsko 18       | MS18            | 4  | 5  | 2  | 7  | 2 | Zlatá medaile    |
| 2017            | Finsko          | MS              | 8  | 0  | 0  | 0  | 4 | 4. místo         |
| Junioři celkově | Junioři celkově | Junioři celkově | 23 | 12 | 19 | 31 | 6 |                  |
| Senioři celkově | Senioři celkově | Senioři celkově | 8  | 0  | 0  | 0  | 4 |                  |

### Ocenění a úspěchy
| Ocenění                      | Sezóna / Rok |
| ---------------------------- | ------------ |
| Mezinárodní                  |              |
| MS18 (zisk stříbrné medaile) | 2015         |
| MS18 (zisk zlaté medaile)    | 2016         |
| MS18 All-Star Team           | 2016         |
| MSJ (zisk zlaté medaile)     | 2016         |
| MSJ All-Star Team            | 2016         |
| MSJ Nejlepší útočník         | 2016         |
| MSJ Nejužitečnější hráč      | 2016         |

#### Profily
- Jesse Puljujärvi – statistiky na Hockeydb.com (anglicky)
- Jesse Puljujärvi – statistiky na Elite Prospects (anglicky)

| Předchůdce              | Jesse Puljujärvi                              | Nástupce |
| Connor McDavid (Kanada) | Výběr v prvních kolech Edmontonem Oilers 2016 | –        |